# 蒼の彼方のフォーリズム
『蒼の彼方のフォーリズム』（あおのかなたのフォーリズム）は、spriteより2014年11月28日に発売されたアダルトゲーム。略称は『あおかな』。萌えゲーアワード2014で萌えゲーアワード大賞・ユーザー支持賞・11月間賞 の3部門を受賞している。

## 概説
spriteの第2作であり、第1作『恋と選挙とチョコレート』（2010年10月発売）以来の新作である。大空を舞台としたフライングサーカス (Flying Circus, FC) と呼ばれる架空のスポーツを題材とした美少女ゲームである。
作品の企画は、プロデューサーのサカモトアキラが木緒なちに話を持ちこんだ2013年1月頃から始まった。サカモトから見せられたイメージイラストとキーワード「空」を元に木緒が大まかな企画を立て、その時点で「空を飛べる靴」「海と空と島でスポ根」など本作の原型が生まれていた。当初の企画はSF色が強いものだったが、ブランド前作『恋と選挙とチョコレート』が純粋な学園ものだったため、ファンが入りやすくするために「学園ものをベースにしたSF要素のある作品」として現在の形となったとサカモトは述べている。作中のスポーツ「フライングサーカス」は、球技が好きな木緒と格闘技系が好きな渡辺僚一とで話し合い、球技系のポイント加算型で1対1のバトルも楽しめるスポーツ、というアイデアから作られた。作品舞台の島々は五島列島をモデルにしている。
タイトル中の「フォーリズム」は、ポップス音楽における4つの楽器パート（ギター、ベース、ドラム、キーボード）のことで、「みんなで力を合わせて一つのことを作り上げる」という意味で付けられている。sprite公式サイトにおけるディレクトリ名は"4rhythm"となっている。
タイトルロゴには Beyond the sky, into the firmament.（空を越えて、大空の中へ。） という英文が併記されている。また作品タイトル『蒼の彼方のフォーリズム』の英訳は、"Four Rhythm Across the Blue"となっている。
キャッチコピーは「少女たちが空を駆け、恋をする物語。」、ゲームジャンル名は「少女たちが空で闘い、恋を知るADV」となっている。
当初は2014年9月26日に発売予定とされていたが、後に11月28日に延期となった。2014年11月14日、ゲームの発売2週間前にテレビアニメ化が発表された。（→後述）ゲームの初回限定版には原画集が同梱された。
初回限定版の発売から1年後の2015年11月27日にはパッケージデザインを一新した「TVアニメ化記念特装版」が発売され、2016年1月8日にはDMM.comよりダウンロード版が発売された。
2015年12月31日には楽天より2016年春にスマートフォン向けアプリゲーム『蒼の彼方のフォーリズム -ETERNAL SKY-』が配信される予定だと発表され、10月5日にGoogle Play/App Storeからアダルトシーンを削除のうえ、配信された。その後、DMMゲームズにおいてX-EDITION（アダルトシーンも追加）もされている。
2016年2月25日にPlayStation Vita版が発売された。
2016年3月26日に続編『蒼の彼方のフォーリズム-ZWEI-』が発表された。
2016年7月7日に電撃G'sマガジン誌で行われたヒロイン総選挙で2位であった有坂真白のアフターストーリーである『蒼の彼方のフォーリズム EXTRA1』の制作が発表された。
2016年7月7日に電撃G'sマガジン誌で行われたヒロイン総選挙で1位であった鳶沢みさきのアフターストーリーである『蒼の彼方のフォーリズム EXTRA2』の制作が発表された。
2016年7月7日に『蒼の彼方のフォーリズム EXTRA1』及び『蒼の彼方のフォーリズム EXTRA2』の制作が発表されると同時に、先に制作が発表されていた『蒼の彼方のフォーリズム-ZWEI-』の発売は『蒼の彼方のフォーリズム EXTRA1』及び『蒼の彼方のフォーリズム EXTRA2』の発売後となることが発表された。
2017年1月26日にPlayStation 4版のHD化『蒼の彼方のフォーリズム HD EDITION』が発売された。
2017年6月30日に一度の延期の後『蒼の彼方のフォーリズム EXTRA1』が発売された。
2018年3月29日に『蒼の彼方のフォーリズム for Nintendo Switch』が発売された。
2018年8月14日に『蒼の彼方のフォーリズム for Mobile』が配信された。
2018年12月1日に『蒼の彼方のフォーリズム Perfect Edition』『蒼の彼方のフォーリズム 4th Anniversary Box』が発売された。
2019年1月23日、活動を休止していたspriteが3月末をもって正式に活動終了となることが発表された。これに伴い、『EXTRA2』『ZWEI』は発売中止が決定した。
2019年11月28日、制作スタジオ「S-WORKS」を母体としてspriteが再結成された。『EXTRA2』の制作を行いたいと発表している。
2020年6月16日、流通会社との契約が完了し、蒼の彼方のフォーリズム EXTRA2の制作が正式に決定した。

2020年12月25日にCS版準拠の一般作品として『蒼の彼方のフォーリズム High Resolution』が発売された。。
2022年5月27日に『蒼の彼方のフォーリズム EXTRA2』が発売された。
2025年4月25日に『蒼の彼方のフォーリズム Ultimate Edition』『蒼の彼方のフォーリズム EXTRA1 Ultimate Edition』『蒼の彼方のフォーリズム EXTRA2 Ultimate Edition』『蒼の彼方のフォーリズム10th Anniversary Box』が発売された。

### アニメについて
原作の企画が進行した時点では、スタッフの間ではアニメ化されるといいねという話にはなっていたが、具体化してはいなかった。アニメ化が具体化したのは、2014年11月上旬で、spriteの営業担当が別の会社との間で商談を重ねた折、間に入った人物がGONZOに売り込んだことによるもの。原作の発売する2週間前である同年11月14日に公表。spriteプロデューサーのサカモトアキラによれば、アニメ化が決まったことをすぐに公開した方がいいという進言があったからによるものである。
監督は追崎史敏、シリーズ構成と脚本は吉田玲子が担当。両名は「ロミオ×ジュリエット」でタッグを組んで以降たびたび顔を合わせることがあったが、仕事では久々の組み合わせである。追崎はアニメのオファーをもらったのは2014年末頃で、早速検索したところ公式サイトに公表されていて、驚いただけでなく、早い時期だったこともあり急ぎの仕事なのではとも思っていた。また、彼はスタッフリストに吉田の名前も挙がっていたのを見たと言及しているが、吉田はオファーを受けた時期について、監督が追崎になった後であるとしている。
2015年8月27日の時点でアニメ版の倉科明日香のキャラクターデザインはすでに公開されており、鳶沢みさきのキャラクターデザインと、このイメージビジュアルが解禁となり、同年10月11日には、有坂真白と、市ノ瀬莉佳のキャラクターデザインも公開された。4人のキャラクターデザインについて木緒なちは、spriteも納得する出来栄えと絶賛し、キャラクターが動くところを見てみたいという思いを述べた。
アニメ化に際し、原作の世界観に準拠しつつ、原作では主人公である日向晶也をめぐるメインヒロインで、一、二の人気を争う明日香と、みさきを中心に、原作とは若干異なった展開に仕上がっている。
全話放送されたあとの2016年5月4日に開催されたマチ★アソビのイベント「蒼の彼方のフォーリズム 全話放送してからが、本当の勝負。」と題されたトークショーでは、木緒、追崎、ゴンゾアシスタントプロデューサー粒来俊介、日本出版販売ウキウキ研究所西村和馬、e-notion宣伝プロデューサー岡和田一輝 の五人が参加した。 関連グッズの話題が上り、当時開発中のメガネたてについて、最終電車を逃すほどの白熱した会議が行われたことが公表 され、2016年5月31日に発売された「抱き枕カバーデラックス（鳶沢みさき）」が披露された。 この抱きまくらカバーは描かれたフライングスーツに本物のファスナーを取り付け、スーツを脱がせるようにカバーを外せる仕様となっており、開発スタッフのこだわりが垣間見られる。
追崎は絵コンテにかなりの労力を割き、完成直後は疲れたと述べ、3Dと作画の使い分けにも力を入れ、ファンから見分けがつかないくらい凄いと評価された時は嬉しかったと制作当時のことを振り返った。 木緒は原作側と制作側とで侃々諤々の議論を交わした結果が本作であると言及 し、ゲームとは異なりアニメでは場面と場面との間を補わなければならず大変だったと述べた。 また、追崎と木緒は制作に携わる人々の熱意が凄いと述べている。
2016年5月20日にはTOHOシネマズ新宿で「蒼の彼方のフォーリズム パッケージ版12話一挙上映会 ～睡魔に勝ってからが本当の勝負～」が開催された。このタイトルは上述のトークショーで、観客のアンケートで決定したものである。

### 舞台について
本作の舞台は、高低差が激しい四島列島という離島で、モデルは長崎県五島列島である。これは、木緒なちによると多くのファンの人に五島列島を訪れてほしいという願いがあったからと述べた。本土から距離があるため実際に行った人は多くなかったものの、インターネットに写真をアップロードしたファンもいて、木緒はその写真に感激したという。また、舞台の選定にあたり、現代の日本の田舎を世界観に据え、空を飛べるグラシュによって生活が便利になるだろうとの考えから、美術スタッフがGoogle Earthで日本中の島々から高低差のある島に候補を絞り込み、その中で島の形が美しく、上からのアングルで島と海が入る五島列島を選んだ。
企画の草案の段階では、近未来ものを想定していたが、その設定が現代との乖離の度合いについての話をしていたところに、美術資料が会議の場に届き、それを見た木緒は「ちょうどいいな」と納得し、もし草案のまま進んでいたら、アニメ化はより難しいものになっていたと述べた。

## 物語
第1話 飛び方を、教えてください
新学期が始まってしばらくたったある日、久奈浜学院2年生の日向晶也は、登校中に家の鍵を無くし困っている転校生の倉科明日香と出会い、まだ飛び方を知らない明日香とアンチグラビトンシューズ（グラシュ）を用いて空を飛んで登校することになる。その姿を担任であり旧知の仲である各務葵に目撃され、葵から明日香の指導員になるよう依頼された晶也は、しぶしぶながら了解し、明日香の指導員となる。その日の夜、隣に越してきた市ノ瀬莉佳の着替えを事故で覗いてしまう。初めて飛んだばかりで純粋に飛ぶことを楽しんでいる明日香に、かつての自分の姿を重ねつつ飛行の指導をしていたある日、二人は野良試合をしている佐藤院麗子と青柳紫苑に出会う。紫苑との勝負に勝った自分が久奈浜学院の「院」の字をもらう、という佐藤院の発言を本気にした明日香は、佐藤院にフライングサーカス (FC) の試合を挑むも、圧倒的実力で佐藤院に翻弄される。かつてFCの有望選手であった晶也は、セコンドとして明日香に奇襲を仕掛けさせるも、一歩及ばずかわされてしまう。もうだめかと思ったその時、明日香は、FCの高難易度技であるエアキックターンを奇跡的に成功させ、佐藤院に一矢報いたのだった。2人の姿を見ていた紫苑に勧誘され、2人は久奈浜学院FC部に入ることになる。同時にクラスメイトの鳶沢みさき、後輩の有坂真白もFC部に入部する。
第2話 空の上のサーカス
コーチとしてFC部に入部した晶也は、初心者である明日香と真白にFCの基礎を教えていく。紫苑を除く部員全員の競技用のグラシュとフライングスーツの買い揃えた久奈浜FC部はいよいよ本格的な活動へと移っていくのだった。
第3話 好敵手（ライバル）たち
葵が勝手に申し込んだFC強豪校で常勝・高藤とも呼ばれる高藤学園福留島分校FC部との合同合宿に参加した久奈浜FC部は一行は、当代最強といわれるスカイウォーカーで高藤FC部部長の真藤一成と出会う。莉佳が高藤FC部の1年であることが判明したが、久奈浜側の無理な要求で今回の合同合宿が開かれたことに不満げであった。莉佳に呼び出され、練習を早く切り上げて帰るよう頼まれる晶也だったが、実は今回の合同合宿が現役時代の晶也に憧れていた真藤が無理矢理実現させたことが判明し、事なきを得る。その後、合同合宿特に問題なく進み、最終日の練習試合は久奈浜FC部の全敗に終わった。
第4話 わたしだって、戦いたい
真白は部活中の不注意で足を怪我してしまった。このタイミングを利用して真白と仲良くなろうと考えた晶也がみさきに相談したところ、紆余曲折をへて真白の好きなゲームをすることになるが、致命的にゲーム経験がなかった晶也は苦戦しいられる。立場が逆転し真白にゲームを教えられている内に晶也は自分の指導の問題点に気づく。その後、全力でゲームの練習をし、真白に迫るほど上達した晶也を見て、真白もFCに本気で取り組もうと思い直し、かねてから晶也に言われていた「スピーダー」へのスタイル変更を受け入れたのだった。
第5話 嵐の前の
四島列島が梅雨入りし、体育館での練習が多くなっていた頃、栄養管理の一環でコーチの前でしか甘いものを食べない、という宣言を律儀に守っていた明日香に付き合って、明日香がパフェを食べるのを見届けた翌日、部活が休みの日を利用して買い物に行こうとした晶也は、偶然にも家をほぼ同時に出てきた莉佳と鉢合わせする。さらに偶然なことに行き先まで同じだった2人は、仕方なく一緒に買い物に行くことになる。FC競技者に義務付けられている年に一回の安全講習を済ませ、久奈浜FC部はついに夏の大会を迎える。
第6話 決戦、そして
夏の大会が始まり、真白は予選で佐藤院と対戦するも善戦むなしく敗北、みさきは余裕を見せつつ莉佳を下し、明日香もなんとか初戦を突破する。2回戦で真藤と対戦することになってしまったみさきは、昨年・一昨年と全国制覇を果たしている真藤に対して、前半は真藤の策略にはまり苦戦するも、後半は善戦する。前半での得点を取り返すことはできず敗北するが、全国トップクラスの真藤といい勝負ができたことに、みさきは自信をつける。しかしその後、明日香と真藤の試合を見て真藤がみさきには本気を出していなかったこと、明日香には本気を出していること、明日香が真藤から連続得点したことにより戸惑うが、結果として明日香が敗北したことで一旦は落ち着き取り戻す。決勝戦で海凌学園の2年乾沙希の新戦術「バードケージ」の前に真藤が完敗してしまう。その試合を見て、「バードケージ」の本質を見抜いた上で楽しそうに笑っている明日香、目標としていた真藤が負ける姿にショックを隠しきれないみさき、状況を理解することすらできない真白。こうして全国覇者の真藤が地区大会で敗北するという大番狂わせで夏の大会は幕を閉じた。

## 登場人物
声優は、PCゲーム版 / CS版、アニメ版、PC全年齢版の順で記載。

### 主人公
日向 晶也（ひなた まさや）
声 - 逢坂良太（アニメ版）
身長172cm 体重60kg
グラシュ：飛燕（飛燕一型）※選手当時
ゲーム版の主人公で、アニメ版のサブキャラクター。久奈浜学院2年生の男子生徒。世話好きな性格で人からの頼みを断るのが苦手。かつては有望なFCの選手だったが、過去のとある出来事のため今はやめてしまっており、日常生活でもあまりグラシュで飛ばないようにしている。しかし公認指導員の資格を持っているため、葵からの頼みで転入生の明日香に飛び方を教えることになり、それをきっかけに再びFCに関わっていくことになる。頭脳はみさきの次ぐらいに良く、テストの点数は70点から80点台程。

### ヒロイン
倉科 明日香（くらしな あすか）
声 - 澤田なつ / 福圓美里
身長158cm 体重47kg B85/W56/H86 5月2日生まれ
好きな食べ物：いちご / 趣味：飼い犬の散歩 / 飛行スタイル：オールラウンダー / グラシュ：飛燕四型
ゲーム版のヒロインで、アニメ版の主人公。久奈浜学院2年C組。物語冒頭で内地から学院へ転校し、晶也たちと同級生となる。好奇心旺盛な努力家。常に敬語で話す。新興住宅地に両親、飼い犬と共に暮らす。久奈島に来て初めてグラシュに出会い、晶也に飛び方を教わるようになり、その楽しさにのめり込む。FCの才能は一流。反面勉強の出来は今一つといった所で、テストの点数は40～50点台程。
『電撃G's magazine』で行われた人気投票では3位。
鳶沢 みさき（とびさわ みさき）
声 - 紺野由梨 / 浅倉杏美
身長165cm 体重48kg B88/W59/H89 4月16日生まれ
好きな食べ物：たけのこ、うどん(昔は嫌いだった)/ 趣味：食べること、おばあちゃん（声 - 森史絵 ）から教わること / 飛行スタイル：ファイター / グラシュ：レーヴァテイン
アニメ版では明日香と同じく主人公的な立ち位置。久奈浜学院2年C組。晶也とは1年生のころからのクラスメイトで互いに親しい。気ままでマイペースな性格でかなりの大食い。天才肌で勉強もスポーツも努力しなくても人並み以上にできる。FCは学院入学以前に経験している。テストの点数も90～100点台とかなりの物。実家は旧市街にある豪農。
『電撃G's magazine』で行われた人気投票では1位。
有坂 真白（ありさか ましろ）
声 - 瀬良みと / 山本希望
身長148cm 体重42kg B77/W52/H78 2月14日生まれ
好きな食べ物：とうもろこし、生クリーム / 趣味：ゲーム / 飛行スタイル：ファイター→スピーダー / グラシュ：シャム
久奈浜学院1年A組で晶也たちの後輩。明るく活発な性格で、みさきのことを尊敬（溺愛）している。実家は「ましろうどん」といううどん屋。かなりのゲーマー。そのせいで視力は悪く、授業中は眼鏡をかけている。頭脳はテストの点数を見る限りメインキャラの中では一番悪く、20点台を取ってしまい追試を受けるなどしている。
『電撃G's magazine』で行われた人気投票では2位。ちなみに同じ1年生の莉佳とは「真白」、「莉佳」と名前で呼び合うほどの仲（アニメ版第四話では原作には無い　1年生同盟を莉佳と結成している。）
市ノ瀬 莉佳（いちのせ りか）
声 - 三代眞子 / 米澤円
身長152cm 体重45kg B81/W55/H82 12月20日生まれ
好きな食べ物：肉全般、アイスクリーム / 趣味：日記を書くこと（ブログ） / 飛行スタイル：スピーダー / グラシュ：メインクーン
高藤学園福留島分校1年。FC部の部員で素晴らしい飛行の腕を持っている。物語冒頭で晶也の家の隣に引っ越してきた。勉強と部活を両立させる優等生。だが、少々意地っ張りな部分もあり、素の自分がなかなか出せずにいる。
『電撃G's magazine』で行われた人気投票では6位。アニメ版では4話で真白と1年生同盟を結成する。

#### 「-ZWEI-」からのヒロイン
乾 沙希（いぬい さき）
声 - 小鳥居夕花 / 高森奈津美
身長158cm 体重46kg B85/W55/H87
海凌学園2年生。クールで表情や感情の起伏が小さい。無印ではサブキャラクターであったが、『-ZWEI-』でヒロインに昇格し、久奈浜学院に転校してくる。
『電撃G's magazine』で行われた人気投票では8位。

### 久奈浜学院FC部
かつては全国大会の優勝経験もある伝統ある部だが、部員が減って同好会に格下げとなっていた。晶也たちが入部してようやく部に再昇格したが、FC部としては弱小。学院の崖下の廃道に放置された廃バスを部室にしている。
各務 葵（かがみ あおい）
声 - 緒方恵美 / 同左
身長170cm 体重50kg B84/W59/H85
FC部の顧問。学院教師で晶也たち2年C組の担任。担当教科は保健体育でスポーツ万能。生徒指導も担当し、“久奈浜最強”と学院生から呼ばれている。性格は自分中心のマイペース。元はFC選手で、晶也とは入学前からの知り合い。
『電撃G's magazine』で行われた人気投票では9位。
青柳 紫苑（あおやぎ しおん）
声 - 平林哲平 / 近藤孝行
身長182cm 体重78kg
飛行スタイル：スピーダー / グラシュ：バルムンク
FC部の部長の3年生。大柄で筋肉質で、日々筋力強化に努めている。FCに情熱を注ぐ熱血漢で、晶也たちを熱心に勧誘して入部させる。
青柳 窓果（あおやぎ まどか）
声 - 鈴田美夜子 / 若林直美
身長159cm 体重50kg B82/W59/H85
FC部のマネージャー。紫苑の妹。晶也たち2年C組のクラス委員も務める。熱血な兄には困り気味。
『電撃G's magazine』で行われた人気投票では4位であり、ヒロイン以外のキャラクターでは一番順位が高い。

### 高藤学園福留島分校FC部
全国でも有名なFCの名門。設備が充実し、有望な部員も多い。
真藤 一成（しんどう かずなり）
声 - 梅咲チャーリー / 興津和幸
身長176cm 体重67kg
飛行スタイル：オールラウンダー
3年生。FC部の部長で、四島列島で最強と言われる選手。昨年・一昨年の大会の優勝者。
『電撃G's magazine』で行われた人気投票では5位であり、男性キャラクターでは唯一10位以内に入っている。
佐藤院 麗子（さとういん れいこ）
声 - 北見六花 / 小野涼子（ゲーム版）、種田梨沙（アニメ版）
身長161cm 体重48kg B87/W59/H88
飛行スタイル：オールラウンダー
2年生。FC部の副部長。高飛車なお嬢様だが意外に面倒見がいい。名前の「院」の字にこだわっている。
本名は佐藤 麗子である。
『電撃G's magazine』で行われた人気投票では7位。

### 四島水産学園FC部
日頃から部員は2人1組で生活し、お互いをサポートするコンビネーションを発揮する。
虎魚 有梨華（おこぜ ありか）
声 - 陽月ひおり / 小暮英麻
1年生。真白の幼馴染。元気で明るい。みさきから「マグロちゃん」と呼ばれるが、本人は気に入っていない。
我如古 繭（がねこ まゆ）
声 - 夕城美馬 / ささきのぞみ
2年生。有梨華の先輩＆パートナーで、「お姉さま」と呼ばれている。

### 海凌学園FC部
様々なスポーツで優秀な特待生を迎えている学園だが、FC部はそれほど注目されていない。
乾 沙希（いぬい さき）
2年生。詳しくは『-ZWEI-』からのヒロインの欄を参照。
イリーナ・アヴァロン
声 - 納美夕子 / 水橋かおり
身長160cm 体重49kg B90/W58/H88
2年生。ほがらかな性格で、無口な友人の沙希を代弁する。

### 堂ヶ浦工業学園FC部
近年頭角を現してきた部だが、勝つためには手段を選ばず、ラフプレイも目立つ。
黒渕 霞（くろぶち かすみ）
声 - 深城かなみ / 甲斐田ゆき
1年生。言動が粗暴で不気味な印象を持つ。

### 上通社学園FC部
前年にFC部が設立されたばかり。覆面選手が唯一の部員で実力は未知数。
覆面選手（白瀬みなも）
声 - 豊滝弥実/清水愛
本名・学年など全てが不明。へのへのもへじの覆面をかぶって顔を隠している。
ゲーム版では鳶沢みさきルートに入ると後々素性を表してくる。ボイスチェンジャーを使っていることもある。本名・学年など全てが不明。へのへのもへじの覆面をかぶって顔を隠している。 その正体は白瀬隼人の妹の白瀬みなもであり、素顔のままFCをするのが恥ずかしいという理由で覆面を付けていた。  高笑いをしたり、「～なのだ！」と強い口調を使うなど、みなも自身が臆病な性格の為あえて自分を大きく見せようと振舞っている。みさきルートではみさきの練習相手を務め続けることで、大会でも上位に並ぶほどの実力を付けた。

### その他のキャラクター
保坂 実里（ほさか みのり）
声 - 桃井穂美 / 儀武ゆう子
久奈浜学院1年A組で真白のクラスメイト。放送部に所属しており、FC部の活動を取材する。
『電撃G's magazine』で行われた人気投票では10位。
有坂 牡丹（ありさか ぼたん）
声 - 大和えみ / 生天目仁美
真白の母親。夫とともに「ましろうどん」といううどん屋を営んでいる。
白瀬 隼人（しらせ はやと）
声 - 木島宇太 / 水島大宙
福留島の繁華街にあるFC専門店「スカイスポーツ白瀬」を営む青年。彼自身も元はFC選手で葵とは友人同士。
白瀬 みなも（しらせ みなも）
声 - 豊滝弥実 / 清水愛
隼人の妹。臆病な性格でおどおどしていることが多い。覆面選手とは同一人物である

### 『-ETERNAL SKY-』のオリジナルキャラクター
朝霧 凛子（あさぎり りんこ）
声 - 塚元みや
身長165cm 体重49kg B79/W55/H82
所属：雲雀丘青陵学院 / 好きなもの：キラキラしたもの / 趣味：アロマキャンドル集め / 飛行スタイル：オールラウンダー
赤いリボンをつけた髪は股下までの長さがある。誰とでも仲良くなれる性格だが、主人公に対する態度はやや控えめである。FC選手になる前は雑誌モデルをしていた。
青葉 夏菜子（あおば かなこ）
声 - 綾音まこ
身長158cm 体重47kg B79/W53/H80
所属：朝比奈学院 / 好きなもの：猫 / 趣味： 猫カフェめぐり/ 飛行スタイル：スピーダー
セミロングの髪の左サイドを二つのヘアピンで止めている。いわゆるツンデレ気質で自分で自分の事を可愛いと公言するほどの自信家だが、普段は下がり眉で困り顔をしている。FCに対する姿勢は真剣そのもので、当初は主人公がFC選手として無名だった事から、コーチとして信頼して良いかどうか疑いを抱いていた。
園崎 美有（そのざき みう）
声 - 桃井いちご
身長163cm 体重50kg B82/W59/H83
所属：天野原学院 / 好きなもの：楽器全般 / 趣味：音楽鑑賞 / 飛行スタイル：スピーダー
長い髪を黄色いリボンでポニーテールにまとめている。生徒会長を務めており、常に皆の手本たるべく努力を怠らない。その上に世話好きな性格のため、人望が厚くよく頼られている。
杜若 妃奈（かきつばた ひな）
声 - 篠原ゆみ
身長163cm 体重51kg B85/W59/H82
所属：笹岡総合学院 / 好きなもの：旅行雑誌 / 趣味：ピアノ演奏 / 飛行スタイル：ファイター
長い髪を紫色のリボンでツインテールにまとめている。おっとりとして上品な性格で、いささか男性不信の気がある。他FC選手の競技映像を何度も見て理詰めで研究を重ねるタイプ。
不知火 乃々（しらぬい のの）
声 - 野中みかん
身長157cm 体重47kg B79/W55/H81
所属：夕霧崎学園 好きなもの：絵画 / 趣味：弓道 / 飛行スタイル：スピーダー
腰まである長い髪の一部そシニヨンでまとめている。気さくでお淑やかな性格。子供の頃に美しい空の絵を見た事がきっかけでFC選手を志した。
佐久間 愛奈（さくま まな）
声 - 一色ヒカル
身長156cm 体重44kg B79/W53/H81
所属：小春凪学院 / 好きなもの：海 / 趣味：水泳 / 飛行スタイル：スピーダー
ウェーブがかかった豊かな髪は腰まである。朗らかで元気な性格だが、身長の低さがコンプレックス。そのためFCでは相手の頭上を取るプレイを好む。
上条 ゆらん（かみじょう ゆらん）
声 - 結衣菜
身長151cm 体重44kg B73/W51/H78
所属：二ノ森中央学院 / 好きなもの：メモ / 趣味：情報収集 / 飛行スタイル：オールラウンダー
髪はボブショート。礼儀正しく正義感が強いが、いささか天然ボケ気味である。少しでも気になった事は調べないと気が済まない性質で、FCの対戦相手についても事前に徹底的に調べ尽くす。
如月 怜（きさらぎ れい）
声 - 篠原ゆみ
身長160cm 体重49kg B81/W58/H80
所属：桜花女子学院 / 好きなもの：上質な睡眠 / 趣味：SF映画を観ること / 飛行スタイル：スピーダー
股下まである長い髪の右サイドに赤いリボンを絡めている。面倒見が良くお姉さん気質。穏やかで丁寧な物腰だが、怒ると態度はそのままで物理的なお仕置きを加えようとする。虫が大の苦手。
綾瀬 蘭（あやせ らん）
声 - 塚元みや
身長156cm 体重44kg B78/W52/H80
所属：聖蓮学園 / 好きなもの：たこ焼き / 趣味：お笑い番組のリサーチ / 飛行スタイル：ファイター
自信家でお調子者な関西人。自称「瞬速の鷹」。弱点は無い。
有栖 真衣（ありす まい）
声 - 野中みかん
身長155cm 体重45kg B89/W56/H89
所属：安曇野第一工業 / 好きなもの：かわいい制服・コスチューム / 趣味：コスプレ / 飛行スタイル：オールラウンダー
身長の割りにグラマーなスタイルだが、ヒップサイズを気にしている。控えめで礼儀正しい性格な一方、FCのプレイスタイルは肉体派で座学には自信が無い。変身願望があり、密かにコスプレを趣味としている。
五十嵐 由比（いがらし ゆい）
声 - 矢羽薫
身長150cm 体重42kg B70/W54/H77
所属： 赤穂学院/ 好きなもの：空の写真 / 趣味：お菓子作り / 飛行スタイル：オールラウンダー
髪はウェーブのかかった（実は直し忘れた寝癖）ボブカット。極度の恥ずかしがり屋、上り症ですぐにパニックを起こすが、心の中では冷静に自分にツッコミを入れている。またドジ気質で、ここぞという時に転んだり台詞を噛んだりする。
花咲 恭香（はなさき きょうか）
声 - 一色ヒカル
身長159cm 体重48kg B86/W56/H81
所属：黒姫女学園 / 好きなもの：熱帯魚などの観賞魚 / 趣味：アクアリウムめぐり / 飛行スタイル：ファイター
FC界で才色兼備の天才として知られるエース選手。自分に厳しく、常に周囲の期待に応えるべく葛藤も多い。一方女性としてスタイルには自信があり、男性の視線に慣れているというよりむしろ自分は男の視線を集めて当然と考えている。
陽海 莉央（はるみ りお）
声 - 小倉結衣
身長158cm 体重48kg B76/W57/H80
所属：藤ヶ峰学園 / 好きなもの：おやつタイム / 趣味：新作お菓子のチェック / 飛行スタイル：オールラウンダー
明るく前向きな性格なムードメーカーだがサボり癖があり、学力にはいささか問題がある。寂しがり屋で友達が大好き。食い意地が張っている。
茅ヶ崎 愛（ちがさき めぐみ）
声 - 結衣菜
身長149cm 体重41kg B77/W50/H75
所属：瑞穂台総合学院 / 好きなもの：図書館 / 趣味：編み物 / 飛行スタイル：ファイター
眼鏡着用。自身にFCの素養が無い事を自覚しているが、それでもFCが好きで他の選手をサポートしたいと考えFC部に所属している。実際の競技では無理せず自分らしくを心掛けている。
月森 うさぎ（つきもり うさぎ）
声 - 青梅ゆづる
身長146cm 体重42kg B75/W50/H77
所属：相生女子学院 / 好きなもの：かわいいリボン / 趣味：リボン集め / 飛行スタイル：スピーダー
大きなリボンを兎の耳のように立てており、名前も見た目も兎のようだが人参は大の苦手である。正直すぎて思った事をすぐに口に出してしまうが、反省して改めようと努力している。
三好 桃子（みよし ももこ）
声 - 色葉
身長160cm 体重48kg B76/W57/H80
所属：華島工業学園 / 好きなもの：絶叫マシーン / 趣味：おしゃれなカフェめぐり / 飛行スタイル：オールラウンダー
腰まであるウェーブのかかった豊かな髪にピンクの花飾りを着けている。流行と恋愛に敏感な今風の女の子。可愛くて格好いいスカイウォーカーに憧れてFC選手を志した。あまり細かい事は考えず、練習さえすればどんな技でも必ず習得出来ると思っている。
結城 かずさ（ゆうき かずさ）
声 - 小倉結衣
身長165cm 体重52kg B88/W58/H85
所属：双葉学園 / 好きなもの：ケーキ・飴 / 趣味：ご当地アイテム集め / 飛行スタイル：オールラウンダー
運動神経に優れているが、努力を怠らず人当たりも良いため皆に好かれている。打ち込み過ぎてオーバーワークになってしまう事もしばしば。

## 世界観・用語
物語の背景
物語開始の15年前、重力に反発する粒子「アンチグラビトン」が発見され、それを利用した反重力発生装置を搭載した「アンチグラビトンシューズ」（グラシュ）が発明される。それ以降、日本国内のいくつかの地域でグラシュの利用が実験的に解禁されている。また、グラシュを用いた新しいスカイスポーツ「フライングサーカス」が開発され、各地で行われるようになっている。
四島列島（しとうれっとう）
物語の主舞台。日本の南洋にあり、福留島（ふくるじま）・久奈島（くなしま）・笠松島（かさまつじま）・上通島（かみどおりじま）の大きな4つの島と、周囲の小島など合わせて30余りの島々で構成される。行政区分は人口5万人余りの四島市。フライングサーカスが盛んで、夏休みシーズンにはプレイや観戦のために観光客が多く訪れる。さらに私立高藤学園の分校もある。
反重力発生装置
前述の重力に反発する粒子「アンチグラビトン」を発生させる装置。物語時点でその大型化・高出力化には成功していない反面、出力を維持しつつ小型化することには成功し続けている。アンチグラビトンの特徴として、重力に対してのみでなく、アンチグラビトン同士も反発しあうため、複数個の装置を同時に使用することで出力をあげることはできない。そのため、アンチグラビトンシューズ（後述）には、両足に反重力発生装置が搭載されているが、アンチグラビトンシューズを起動した際に起動する反重力発生装置はどちらか一方のみで、もう一方は保険である。
アンチグラビトンシューズ（グラシュ）
反重力発生装置を搭載したシューズで、メンブレンと呼ばれる反重力の膜を装着者の周囲に発生させることで飛行を可能とする。日常生活で使う一般用と、フライングサーカスに使う競技用がある。両者の主な違いは、周囲のメンブレンの感度であり、競技用の方が感度が良い。電源を入れるとシューズの脇に羽形のオブジェが表示され、飛行可能になる。法律との兼ね合いで、民間での使用には制限が多いが、いくつかの地域ではその使用の制限が少なくなっており、四島市もその一つである。そのため、四島市では全国で最も普及していると言われている。

### フライングサーカス (FC)
基本
グラシュを用いて空中で行う、1対1の鬼ごっこのようなスカイスポーツ。300メートル四方の空域の四隅に設置された4つのブイとその周辺を競技フィールドとし、スタート後に時計回りにブイにタッチしていく。
フィールドの名称
4本のブイを頂点とした正方形で、一辺は300m。ファーストブイから順に時計回りでセカンドブイ・サードブイ・フォースブイという名前がついている。同じく、ファーストブイとセカンドブイの間がファーストライン、そこから時計回りにセカンドライン・サードライン・フォースラインという名前がついている。
制限時間
10分。10分の時点で同点の場合5分間の延長戦が行われる。それでも決着がつかない場合は、それ以降先に得点した方が勝ちとなるサドンデス方式に移行する。
得点方法
相手より先にブイにタッチする
相手の背中にタッチする
プレイスタイル
スピーダー
高速飛行でブイタッチによる得点を狙う。一般に「スピーダー」用のグラシュは、初速を抑え、加速を上げることで最高速をあげている。そのため、「ファイター」にタッチされるなどで一度体勢を崩されてしまうと立ち直りが遅いという弱点がある。
ファイター
ドッグファイトによって相手の背中にタッチすることで得点することを狙う。一般に「ファイター」用のグラシュは、加速を抑え、最高速を犠牲にする代わりに初速を上げている。そのため、最高速に達した「スピーダー」に追い付くことは困難だが、最高速に達する前にタッチするなどして体勢を崩すことが出来れば、初速の速い「ファイター」の方が立ち直りが早いため優位に立つことができる。
オールラウンダー
「スピーダー」対しては「ファイター」の様に、ドッグファイトでの得点を狙い、「ファイター」に対しては「スピーダー」の様に、スピード勝負でブイタッチを狙うといったように、相手によって柔軟にプレイスタイルを変化させるスタイル。
セコンド
ヘッドセットを用いて地上で選手に指示を出す役割。初期の頃のFCで相手の姿を見失い、一方的な試合となってしまう事態が多発したため、導入された制度。同じ学校の選手やコーチが務めることが多いが、学生の大会においては、競技人口が少なかった頃の名残で、プレイヤーの了解さえあれば他校の選手が務めることも認められている。
技
ローヨーヨー
基本技の一つ。下降して重力によって加速し、その後上昇することで一直線に移動するよりも短時間で移動することを目的とした技。ファーストラインで「スピーダー」あるいは「ファイター」を相手にした「オールラウンダー」が使用することが多い。
ハイヨーヨー
基本技の一つ。上昇による減速で相手を前に押し出し、下降することで相手の背中を狙うことを目的とした技。
シザーズ
基本技の一つ。蛇行することで減速することなく自分の相対的な飛行距離を延ばし、結果として後ろについて飛んでいる相手を前に押し出すことによって、背中を狙われるの回避する技。また、「スピーダー」がショートカットして待ち伏せしている相手プレーヤーを抜く際のフェイントの一つとしても用いられる。
コブラ
通常の飛行姿勢である水面に対して水平に近い状態から、体を垂直に近づけることで減速し、並行して飛ぶ相手を急速に前に押し出し、その後メンブレンをコントロールすることで急激に加速し相手の背中を狙う技。減速の際に両手を左右に広げている様が威嚇するコブラに見えることからこの名がついたといわれている。減速の際に完全な停止に陥ってしまうリスクがあることや高度なメンブレンコントロールが必要とされるため、その難易度は極めて高く、主にプロの選手が使う技とされる。
スイシーダ
ラフプレイを好む選手が使用する技で、急降下などによって相手を勢いよく水面にたたきつける技。水面にたたきつけることで相手の立ち直りを遅らせ水面近くでドッグファイトに持ち込むことなどを目的として行う。要求される技術レベルはコブラほどではないが、使用のタイミングが難しく、失敗すれば場合によっては自分が水面にたたきつけられてしまうため、試合で使うには難易度が高く、主にプロの選手が使う技とされる。
アンジェリック・ヘイロー
葵がかつて現役時代に考案した技。相手の周りを円を描いて高速で回転し続けることで、相手をタイムアップまで閉じ込めることで勝利することを目的とした技であり、体力の消費が激しく使用できる時間が限られる上に自分がリードしている状況で無ければ使用する意味がない。手元のメンブレンコントロールのみで加速し続けると、すぐに円を描いて回転し続けてしまうため、加速技としては成立しないのだが、その性質を逆手にとって考案されたのがこの技である。しかしながら、一度決まると抜け出すことはほぼ不可能で、この技を使用された選手がその後FCを引退してしまったことで、葵はこの技を封印した。明日香ルートでは、かつて葵の弟子であった晶也が、昔葵から教えてもらったこの技の脱出法を明日香に伝え、明日香はこの技を破ることに成功している。
スモー
晶也やみさき達が秋大会に向けて考案した技。正式名称は「スモール・パッケージ・ホールド」。背面飛行を展開したままの状態でドッグファイトを展開するという戦法であり、ドッグファイトというみさきが優位に立てる枠組みに相手を強制的に封じこめることからこの名称がつけられた。隼人曰く「変速のアンジェリック・ヘイロー」。背面飛行により、バードケージによる最大の脅威だった相手に優位なポジションを確保できるという点に対抗でき、同時に高度の問題による速度差もドッグファイトを仕掛け続けることで相手を減速させることで解決できる。みさきルートでは、バードケージを展開する沙希やアンジェリック・ヘイローを含めたメンブレン系統の技を駆使する明日香に対して、みさきはこの技を使うことで対抗した。

## 制作スタッフ
- 企画・メインシナリオ - 木緒なち
- シナリオ - 渡辺僚一、陸奥竜介、かづや（PS Vita、EXTRA1）
- キャラクターデザイン - 鈴森、悠木いつか、丹羽ことり (SD)
- アートディレクター - 鈴森
- プロデューサー - サカモトアキラ
- 音楽 - Elements Garden、I've
- ムービー - 神月社
- 企画・製作 - sprite

## ゲーム主題歌

### 蒼の彼方のフォーリズム
オープニングテーマ「Wings of Courage - 空を超えて -」
歌・作詞 - 川田まみ / 作曲 - 中沢伴行 / 編曲 - 中沢伴行、尾崎武士
PS Vita版 グランドオープニングテーマ「crossing way」
歌・作詞 - 川田まみ / 作曲 - 中沢伴行 / 編曲 - 中沢伴行、eba
挿入歌「INFINITE SKY」
歌・作詞 - KOTOKO / 作曲 - 上松範康 / 編曲 - 岩崎星実
挿入歌「Wing of Courage - 空を超えて - -piano style-」
歌・作詞 - 川田まみ / 作曲 - 中沢伴行 / 編曲 - 中沢伴行、尾崎武士
倉科明日香エンディングテーマ「空恋 -sorakoi-」
歌 - 倉科明日香 / 作詞 - RUCCA / 作曲・編曲 - 菊田大介
鳶沢みさきエンディングテーマ「Sense of Life」
歌 - 鳶沢みさき / 作詞 - RUCCA / 作曲・編曲 - 藤田淳平
有坂真白エンディングテーマ「Millions of You」
歌 - 有坂真白 / 作詞 - RUCCA / 作曲・編曲 - 喜多智弘
市ノ瀬莉佳エンディングテーマ「NIGHT FLIGHT」
歌 - 市ノ瀬莉佳 / 作詞 - RUCCA / 作曲・編曲 - 藤間仁
グランドエンディングテーマ「Sky is the limit」
歌・作詞 - 川田まみ / 作曲 - 中沢伴行 / 編曲 - 中沢伴行、尾崎武士
イメージソング・PS Vita版 挿入歌「rays of the sun」
歌・作詞 - 川田まみ / 作曲 - 中沢伴行 / 編曲 - 尾崎武士、中沢伴行
- 予約キャンペーン特典として、オープニングテーマ・挿入歌・グランドエンディングテーマが収録されたマキシシングルが付属[s 11]。
- 店舗特典として、トレーダー・ソフマップ・げっちゅ屋・とらのあなの4店舗にて、それぞれ倉科明日香・鳶沢みさき・有坂真白・市ノ瀬莉佳のエンディングテーマのマキシシングルが付属[s 11]。
- 2014年12月開催の「コミックマーケット87」にて販売された「あおかなTVアニメ化決定記念セット」に「rays of the sun」が収録された特典CDが封入された[s 12]。

### 蒼の彼方のフォーリズム -ETERNAL SKY-
主題歌「Believe in the sky」
歌・作詞 - 川田まみ / 作曲 - 中沢伴行 / 編曲 - 中沢伴行、尾崎武士

### 蒼の彼方のフォーリズム  EXTRA1
オープニングテーマ「One Small Step」
歌 - KOTOKO / 作詞 - 川田まみ / 作曲 - 中沢伴行・川田まみ / 編曲 - 中沢伴行
エンディングテーマ「ハッピートゥモロー」
歌 - 有坂真白 / 作詞 - RUCCA / 作編曲 - 母里治樹

### 蒼の彼方のフォーリズム  EXTRA2
オープニングテーマ「one of a kind」
歌 - riya (eufonius) / 作詞 - 川田まみ / 作曲 - 菊田大介
エンディングテーマ「..., Fine later !!」
歌 - 鳶沢みさき / 作詞 - 川田まみ / 作編曲 - 岩橋星実

### 蒼の彼方のフォーリズム -ZWEI-
イメージソング「Way to fly～蒼の彼方へ～」
歌 - KOTOKO / 作詞 - RUCCA / 作曲 - 母里治樹 / 編曲 - 平田悠真

## パッケージ一覧
蒼の彼方のフォーリズム　初回限定版
2014年11月28日発売
第1話～第6話の共通ルートと各ヒロインの共通ルートである4種類の第7話+最終話を収録している。
蒼の彼方のフォーリズム　TVアニメ化記念特装版
2015年11月27日発売
初回限定版のパッケージ変更版で、内容は初回限定版と同様。
蒼の彼方のフォーリズム　ダウンロード版
2016年1月8日発売
DMM.comより発売されたダウンロード版。
蒼の彼方のフォーリズム PlayStation®Vita Version
2016年2月25日発売
コンシューマー化に伴い18禁シーンやシナリオを削除し、追加要素として各個別ルートにピロートークの描写ともう1つイベントシーンを追加し、音声面ではテレビアニメ版の声優陣を起用したバージョン。
蒼の彼方のフォーリズム PlayStation®4 Version（蒼の彼方のフォーリズム HD EDITION）
2017年1月26日発売
PlayStation®Vita Versionの内容をHD化したもの。
本編に加えてミニゲームが収録されている。
蒼の彼方のフォーリズム EXTRA1
2017年6月30日発売
真白ルートの後日談を描くアフターストーリー。
木緒によれば、電撃G'sマガジン誌で行われたヒロイン総選挙で上位だったキャラクターには何かご褒美を用意しようという話になっていたところ、色々な事情で先に制作が決定していたZWEIの制作に入るまで時間ができたため、その間ユーザーさんに楽しんでもらえるものがあるといいのではないかということでEXTRAの企画が始まったという。当初4月28日発売予定だったが、6月30日に延期した。
蒼の彼方のフォーリズム for Nintendo Switch
2018年3月29日発売
PS Vita版・PS4版を移植し、マイナーチェンジしたバージョン。
蒼の彼方のフォーリズム EXTRA2
みさきの後日談を描くアフターストーリー。
制作に至った経緯は前述のとおり。
当初2017年発売予定であったが制作が滞り、2019年3月のspriteの活動終了に伴い発売中止となった。しかし同年にspriteが活動を再開し、2020年6月16日に制作が正式に決定した。
2021年1月1日、2021年中に「蒼の彼方のフォーリズム EXTRA2」の発売を予定していると発表された。
2021年10月25日、発売日が2022年3月25日に決定した。
2022年2月28日、発売日が2022年5月27日に延期した。
蒼の彼方のフォーリズム-ZWEI-（発売中止）
乾沙希をヒロインとしたルート1つに加え、もう一人分のルートが追加される予定。
EXTRA2と同様に、2019年3月のspriteの活動終了に伴い発売中止となった。spriteの活動再開後も制作再開は未定。
蒼の彼方のフォーリズム for Mobile
蒼の彼方のフォーリズムの iOS / Android対応版（全年齢）。2018年8月14日にリリースされた。第6話まで無料でプレイ可能で、スクリーンショット保存機能などを搭載されている。
蒼の彼方のフォーリズム Perfect Edition
PC版に全年齢対象版（PS Vita版/PS4版/Switch版）にて追加された要素をプラスしたもの。予約特典として鳶沢みさきHシーン追加シリアルコードが付属する。2018年7月27日より予約受付で2018年11月30日に発売。
蒼の彼方のフォーリズム 4th Anniversary Box
蒼の彼方のフォーリズム4周年を記念した特装版。予約特典として鳶沢みさきHシーン追加シリアルコードが付属する。2018年7月27日より予約受付で2018年11月30日に発売。  収録内容は以下の通り。
- 蒼の彼方のフォーリズム Perfect Edition1 ※ディスクレスプレイ対応。
- 蒼の彼方のフォーリズム EXTRA1 ※ディスクレスプレイ対応。
- 蒼の彼方のフォーリズム Vocal & Sound Collection
- 蒼の彼方のフォーリズム EXTRA1 Vocal & Sound Collection
- 恋と選挙とチョコレート The Best1 ※ディスクレスプレイ対応。
- 恋と選挙とチョコレート Original Soundtrack
- 特典音楽CD [ crossing way / rays of the sun / The absolute〜空域の支配者〜 ] を収録

蒼の彼方のフォーリズム High Resolution
共通ルートを中心にスクリプト演出を強化したもの。High Resolution対応新システムを搭載し、最大で3840 x 2160pxの4Kモニターでプレイ可能(1024x576px以上のディスプレイに対応)。ゲーム内容はCS版に準拠しており、全年齢対象(15歳以上推奨)となっている。2020年9月25日より予約受付で2020年12月25日に発売。
蒼の彼方のフォーリズム EXTRA1S
新規イベントシーンを複数追加した移植。

## ドラマCD
ゲーム発売前の2013年12月29日に「コミックマーケット85」において、先行ドラマCD『突発！FC部深夜のガールズトーク合宿』がフェアリス株式会社より販売された。脚本は木緒なち、音楽はElements Gardenが担当。登場キャラクターはヒロイン4人（倉科明日香・鳶沢みさき・有坂真白・市ノ瀬莉佳）および各務葵で、ジャケットにはこの5人の描き下ろしイラストが描かれている。
また、2014年12月28日の「コミックマーケット87」において、ドラマCD［明日香編・みさき編］と［真白編・莉佳編］が販売された。
以上3つのドラマCDは2015年1月30日に再発売されている。

## 体験版
sprite公式サイトにおいて、第3話までの内容を収録した全年齢対象の体験版が公開されている。また、YouTubeにおいて体験版の公式プレイ動画が公開されている。また、2014年9月26日に発売された『パソパラ Vol.1』には「蒼の彼方のフォーリズム体験版パソパラバージョン」が収録された。

## ラジオ
HiBiKi Radio Stationよりインターネットラジオ番組『sprite/fairys RADIO 緒方恵美と妖精の国〜あおかな広報局〜』が放送された。2014年4月4日から12月26日まで隔週金曜日配信され、出演者は各務葵役の緒方恵美。「教えてよ！スタッフさん！」「いますぐちょっと気になるタイトルを考えたい！」「葵先生の夕焼け相談室」という3つのコーナーが設けられていた。
また、テレビアニメの放送開始に伴いWebラジオ番組『蒼の彼方のフォーリズム 邪神ちゃんねる』が2015年12月21日から2016年4月4日まで音泉にて配信された。初回はプレ配信で、2016年1月11日より隔週月曜に更新。パーソナリティは浅倉杏美（鳶沢みさき 役）と山本希望（有坂真白 役）が務めた。

## テレビアニメ
蒼の彼方のフォーリズムは、同名のアダルトゲームを原作としたテレビアニメである。キャッチコピーは「負けてからが、本当の勝負」。2016年1月より3月までテレビ東京他にて放送された。また、2015年12月26日に東劇で第一話先行上映会が開催された。Crunchyrollでは AOKANA: Four Rhythm Across the Blue というタイトルで配信されることになっている。アメリカ合衆国では、ファニメーションが権利を取得し、映像ソフトのリリースを行っている。
本作では倉科明日香が主人公として描かれており、スポコン要素を主軸とするため日向晶也を脇役におく形でストーリーが進行する内容となっている。ゲームにおけるお色気シーンなどは基本的にカットされており、バストトップなどの描写もアニメ版では存在しない。同様にフライングサーカスの動的描写を多めにし恋愛描写は省かれている。

### スタッフ
- 原作 - sprite[26]
- キャラクター原案 - 鈴森
- 監督 - 追崎史敏[26]
- シリーズ構成 - 吉田玲子[26]
- キャラクターデザイン - 中野圭哉[26]
- 総作画監督 - 中野圭哉[26]、小池智史[26]
- アクション総作画監督 - 鯉川慎平
- プロップデザイン - 清水奏太郎[26]
- 美術監督 - 氏家誠
- 色彩設定 - 村田恵理子
- CGディレクター - 井野元英二
- CG制作 - オレンジ
- 撮影監督 - 荻原猛夫
- 編集 - 齋藤朱里
- 音響監督 - 森下広人
- 音楽 - Elements Garden[26]（岩橋星実、藤田淳平、Evan Call）
- 音楽プロデューサー - 西村潤
- プロデューサー - 大野亮介、星野禎、吉川史裕、横田真吾、齋藤雅弘、安倍孝二、福良啓、山口賢治、西矢泰之、芝本英太
- アニメーションプロデューサー - 飯室笑子
- アニメーション制作 - GONZO[26]
- 製作 - 久奈浜学院FC部（テレビ東京メディアネット、GONZO、ライトウェイ、AT-X、DLE、bilibili、NBCUniversal Entertainment、叶音、ドコモ・アニメストア、ホビボックス、ポニーキャニオンエンタープライズ、BBB）

### 主題歌
オープニングテーマ「Contrail〜軌跡〜」（第2話 - 第12話）
歌・作詞 - 川田まみ / 作曲 - 中沢伴行 / 編曲 - 中沢伴行、尾崎武士 / ストリングスアレンジ - emyu:
第1話ではエンディングテーマとして使用された。
エンディングテーマ
「a-gain」（第2話 - 第11話）
作詞 - KOTOKO / 作曲・編曲 - 高瀬一矢 / 歌 - Ray
「君といた空」（第12話）
作詞 - 川田まみ / 作曲・編曲 - 中沢伴行 / 歌 - Ray

挿入歌「Wings of Courage 〜空を超えて〜」（第12話）
歌・作詞 - 川田まみ / 作曲 - 中沢伴行 / 編曲 - 中沢伴行、尾崎武士

### 各話リスト
各話のサブタイトルは登場人物の話したセリフとなっている。
| 話数     | サブタイトル                 | 脚本     | 絵コンテ              | 演出              | 作画監督 |
| -------- | ---------------------------- | -------- | --------------------- | ----------------- | --- |
| 第一話   | 飛んでます、飛んでますよっ！ | 吉田玲子 | 追崎史敏              | 高橋幸雄          | 鯉川慎平、しんぼたくろう                                                                                    |
| 第二話   | う…ど…ん…？                  | 吉田玲子 | 追崎史敏              | 鳥羽聡            | 日下岳史、工藤ゆき、三好智志                                                                                |
| 第三話   | ちょっと燃えてきただけ       | 木緒なち | 追崎史敏              | 村田光            | 寒川歩、小美戸幸代、佐藤このみ                                                                              |
| 第四話   | お肉……うれしい！             | 岡田邦彦 | 山崎みつえ            | にがつ            | 三好智志、工藤ゆき                                                                                          |
| 第五話   | うん、落ち着いていこう       | 吉田玲子 | 岡本英樹              | 筑紫大介          | 平馬浩司、吉田肇 山中いづみ、小美戸幸代                                                                     |
| 第六話   | それが君の実力かい？         | 木緒なち | 追崎史敏 小岩井マサキ | 小岩井マサキ      | 鯉川慎平、佐藤陽子、日下岳史 南伸一郎、松岡秀明 杉村友和、滝吾郎                                            |
| 第七話   | 刺される前に刺せ！           | 木緒なち | 岡本英樹              | 高橋幸雄          | KIM SAN、後藤麻梨子、鵜池一馬 鈴木光、岡田正和、鯉川慎平                                                    |
| 第八話   | もう…飛べない                | 吉田玲子 | 古川知宏              | 鳥羽聡            | 佐藤陽子、松岡秀明、杉村友和 鎌田均、中尾高之 桑原寿弥、鯉川慎平                                            |
| 第九話   | 答えは空にあるんです！       | 吉田玲子 | 杉村苑美              | 杉村苑美          | 清水博幸、しまだひであき、秦野好紹                                                                          |
| 第十話   | それもFCのためですか？       | 岡田邦彦 | 阿部達也              | さんがつ 西村博昭 | 後藤真梨子、KIM SAN、野口木ノ実 吉田肇、平馬浩司、岡本恵里香 寒川歩、小美戸幸代 杉浦英之、佐藤このみ        |
| 第十一話 | わたし負けない！             | 吉田玲子 | 岡本英樹              | 高橋幸雄 筑紫大介 | 鈴木光、川村夏生、宇良隆太 阿蒜晃士、しまだひであき、南伸一郎 村松尚雄、松岡秀明 滝吾郎、杉村苑美、鯉川慎平 |
| 第十二話 | もっと…飛ぼう!!              | 吉田玲子 | 追崎史敏              | 追崎史敏          | 鯉川慎平、佐藤陽子、後藤麻梨子 一ノ瀬結梨、杉村友和、岡田正和 中熊太一、外山陽介 中野圭哉、小池智史         |

### 放送局
| 放送期間                | 放送時間                     | 放送局     | 対象地域   | 備考                              |
| ----------------------- | ---------------------------- | ---------- | ---------- | --------------------------------- |
| 2016年1月12日 - 3月29日 | 火曜 2:05 - 2:35（月曜深夜） | テレビ東京 | 関東広域圏 |                                   |
| 2016年1月14日 - 3月31日 | 木曜 2:35 - 3:05（水曜深夜） | テレビ愛知 | 愛知県     |                                   |
|                         | 木曜 3:05 - 3:35（水曜深夜） | テレビ大阪 | 大阪府     |                                   |
|                         | 木曜 23:30 - 金曜 0:00       | AT-X       | 日本全域   | 製作委員会参加 / リピート放送あり |
| 2016年2月1日 -          | 月曜 1:50 - 2:20（日曜深夜） | 熊本放送   | 熊本県     |                                   |

| 配信期間        | 配信時間           | 配信サイト         | 備考                              |
| --------------- | ------------------ | ------------------ | --------------------------------- |
| 2016年1月15日 - | 金曜 12:00 更新    | dアニメストア      | 製作委員会参加                    |
| 2016年1月18日 - | 月曜 22:30 - 23:00 | ニコニコ生放送     |                                   |
|                 | 月曜 23:00 更新    | ニコニコチャンネル | 第1話常設無料、第2話以降1週間無料 |
| 2016年1月29日 - | 金曜 12:00 更新    | GYAO!              | 第1話常設無料、第2話以降1週間無料 |
|                 |                    | バンダイチャンネル | 第1話常設無料、第2話以降有料      |

### BD / DVD
発売元:MEDIANET PICTURES 販売元:ビクターエンタテインメント
| 巻 | 発売日        | 収録話          | 規格品番 | 規格品番  |
| 巻 | 発売日        | 収録話          | BD初回版 | DVD初回版 |
| -- | ------------- | --------------- | -------- | --------- |
| 1  | 2016年3月18日 | 第1話 - 第2話   | MNPS-105 | MNPS-106  |
| 2  | 2016年4月20日 | 第3話 - 第4話   | MNPS-107 | MNPS-108  |
| 3  | 2016年5月25日 | 第5話 - 第6話   | MNPS-109 | MNPS-110  |
| 4  | 2016年6月22日 | 第7話 - 第8話   | MNPS-111 | MNPS-112  |
| 5  | 2016年7月20日 | 第9話 - 第10話  | MNPS-113 | MNPS-114  |
| 6  | 2016年8月24日 | 第11話 - 第12話 | MNPS-115 | MNPS-116  |

## 漫画
『月刊コンプエース』2015年12月号より2016年5月号まで連載。作画は唐辛子ひでゆ。2016年1月26日に単行本第1巻が発売された。

## 小説
蒼の彼方のフォーリズム -Fly me to your sky！-
本編の一つである鳶沢みさきルートのシナリオを鳶沢みさきの視点から描いたもの。作者は渡辺僚一。装丁デザインは木緒なち。
2018年5月31日にフェアリス株式会社より発売。
蒼の彼方のフォーリズム – BLUE HORIZON –
本編の一つである有坂真白ルートのシナリオを有坂真白の視点から描いたもの。作者は陸奥竜介。装丁デザインはspriteDESIGN。
2021年7月21日に発売。

## 体感型ゲーム
蒼の彼方のフォーリズム 謎解きゲーム in SHIROBACO
2016年4月8日から21日まで阿佐ヶ谷アニメストリート内アニメコラボカフェ SHIROBACOで開催。
蒼の彼方のフォーリズム 謎解きゲーム in SIDE28 HANARE
2016年4月15日から30日まで神戸アニメストリート内アニソンカフェ SIDE28 HANAREで開催。
上記２つともに設定は同じで、倉科明日香が学校に忘れそうになったノートを取りに戻ると、机の中にあったノートに謎解きゲームを教唆する手紙が1通入っていたという内容で始まる。企画は株式会社KOIKOI、謎制作はKA✫ZU。

## 派生作品
蒼の彼方のフォーリズム フライングタッチ
2016年4月にリリースされたスマートフォン（Android/iOS）版アプリ（ジャンルはパズルゲーム）。BBB制作。2017年5月18日サービス終了。
蒼の彼方のフォーリズム -ETERNAL SKY-
2016年10月にリリースされたスマートフォン（Android/iOS）版アプリ（ジャンルはカードバトルゲーム）。エディア制作。2018年5月31日サービス終了。
同年11月にはDMM GAMESよりAndroid版・PCブラウザ版がリリースされた。
DMM GAMES版には18禁要素が加えられた「X EDITION」も合わせてリリースされている。